# Podlehnik (gemeente)
Podlehnik (Duits: Lichtenegg) is een gemeente in Sloveens Stiermarken in de streek Haloze. Door de gemeente stroomt de Rogatnica. Podlehnik telt 1820 inwoners (2002).

## Plaatsen in de gemeente
Dežno pri Podlehniku, Gorca, Jablovec, Kozminci, Ložina, Podlehnik, Rodni Vrh, Sedlašek, Spodnje Gruškovje, Stanošina, Strajna, Zakl, Zgornje Gruškovje
Benedikt · Cerkvenjak · Cirkulane · Destrnik · Dornava · Duplek · Gorišnica · Hajdina · Hoče-Slivnica · Juršinci · Kidričevo · Kungota · Lenart · Lovrenc na Pohorju · Majšperk · Makole · Maribor · Markovci · Miklavž na Dravskem polju · Oplotnica · Ormož · Pesnica · Podlehnik · Poljčane · Ptuj · Rače-Fram · Ruše · Selnica ob Dravi · Slovenska Bistrica · Središče ob Dravi · Starše · Sveta Ana · Sveta Trojica v Slovenskih goricah · Sveti Andraž v Slovenskih goricah · Sveti Jurij · Sveti Tomaž · Šentilj · Trnovska vas · Videm · Zavrč · Žetale